# Pyr-T
Pyr-T или N,N-тетраметилентриптамин является малоизвестным психоделиком. Pyr-T был впервые синтезирован Александром Шульгиным. В своей книге TiHKAL (Триптамины, которые я узнал и полюбил), ни дозировку, ни продолжительность действия Шульгин не указал. Pyr-T не производит никаких эффектов. 
На настоящий момент очень мало известно о фармакологии, метаболизме и токсичности pyr-T.